# Opprandino Arrivabene
Le comte Opprandino Arrivabene est un journaliste italien né en 1807 à Mantoue et mort le 2 janvier 1887 à Rome. Membre de l'antique famille famille Arrivabene (it), c'est un partisan de l'unité italienne et l'ami durant cinquante ans de Giuseppe Verdi.

## Biographie
Neveu du comte Giovanni Arrivabene (it), il naît dans l'antique famille Arrivabene (it) en 1807 à Mantoue (Royaume d'Italie) où il est arrêté en raison de son implication dans les mouvements libéraux. En 1830, il quitte Mantoue pour Milan où il écrit dans différents journaux. En 1839, il s'installe à Naples puis à Gênes en 1848 et finalement à Turin. Après avoir écrit pour plusieurs magazines dont la Concordia de Lorenzo Valerio et le Risorgimento de Cavour, il entame sa collaboration avec le quotidien L'Opinione (it) qui durera jusqu'à sa mort à Rome, où il s'était installé pour suivre la rédaction du journal. Sa position politique a toujours été celle d'un libéral modéré, dans la ligne de Cavour.
Arrivabene était l'un des membres les plus influents du salon de Clara Maffei. Rédacteur de la revue Il barbiere di Siviglia (devenue par la suite Il Figaro) et proche du critique musical Francesco Regli, il fut depuis le début de la carrière de Giuseppe Verdi le soutien du maestro et son ami durant cinquante ans. Leur correspondance qui s'étend de 1861 à 1886 fut publiée en 1931 et largement citée dans les études verdiennes.
Il meurt à Rome (Royaume d'Italie) le 2 janvier 1887, faisant de son cousin Silvio Arrivabene (it) son légataire universel.